# 横井孝二
横井 孝二（よこい こうじ、1968年3月12日 - ）は、日本のデザイナー、イラストレーター、漫画家。愛知県名古屋市出身。『SDガンダム』の代表的なキャラクターデザイナーとして知られる。

## 概要
学生時代に「模型情報」誌（バンダイ発行）にディフォルメしたガンダム等のイラストを投稿したことがきっかけで、同誌での連載を持つことになる。その後、「SDガンダムシリーズ」のメインデザイナーとして活躍し、「ガシャポン戦士SDガンダムワールド」「カードダス20 SDガンダム」「元祖SDガンダム」等の株式会社バンダイ関連商品のSDキャラクターを多くデザインした。また、「月刊コミックボンボン」（講談社）で4コマ漫画『元祖! SDガンダム』を連載し人気を集めた。その後も「コンパチヒーローシリーズ」や「スーパーロボット大戦シリーズ」等のゲーム登場キャラクターのデザイン、「コミックボンボン」連載漫画のキャラクター原案、『SDガンダム』関連商品のキャラクター設定等に数多く携わっている。
1987年に株式会社レイアップへ入社した。退社後は今石進ら元レイアップ社員と共に、アニメ関係のデザイン、文芸、ムック本の編集などを一手に引き受けた事務所シンクポートへ移籍。同社の解散に伴い、フリーとなった。
横井が学生時代に投稿したガンダム等のディフォルメイラストが後の『SDガンダム』誕生のきっかけを作り、以降の基本スタイルを決定付けたとして、SDガンダムの生みの親と呼ばれている。 
「SDガンダムシリーズ」以外にも、人気ヒーローをSD化した『ウルトラマン倶楽部』『仮面ライダー倶楽部』などのシリーズもデザインし幅広く商品化された。
SDガンダム誕生から35年を記念して、2020年1月31日に横井自らが厳選したイラスト350点以上を収めた『横井孝二SD画集　画伯が描くスーパーディフォルメワールド』を発売した。SDガンダム、仮面ライダー倶楽部、ウルトラマン倶楽部、SDゴジラといった人気キャラクターシリーズのカラーイラストや、数多くの線画も掲載されている。

## デビューまでの経緯
学生時代、鳥山劣（とりやま おとる）のペンネームで「模型情報」誌（バンダイ発行）にディフォルメしたガンダム等のイラストを投稿したことがきっかけで、それに興味を持った編集者の目に止まり、4コマ漫画『MJ劇場』を同誌で連載するに至る。「エリマキザク」といった現在のSDガンダムのデザインを髣髴させる作品を生み出す。 
これをきっかけに1984年、バンダイからカプセル自動販売機で発売の「ディフォルメエルガイム」のキャラクターデザインを依頼され、事実上のデビューとなる。1985年にはカプセル自動販売機で発売の「SDガンダムワールド」の企画に立ち上げから参加し、本格的にデザイナーとして活躍することになる。

## こぼれ話
学生時代のペンネーム鳥山劣（とりやま おとる）は、同郷で漫画家の鳥山明へのリスペクトである。鳥山は自作『Dr.スランプ』において、ディフォルメされたウルトラマンや仮面ライダーを描いており、横井は彼の画風に似せた絵を初期の「模型情報」等に投稿しており、現在でもイラストに見られる“劣”の署名はこのペンネームの名残である。
ディフォルメキャラは当初、商品開発中のバンダイ上層部や版権を管理する創通エージェンシーからは作品への冒涜だとして否定的な考えを持たれていたが、カプセル自動販売機用「ディフォルメ･エルガイム」「ディフォルメ･Ζガンダム」の発売、「スーパー･ディフォルメ・ガンダム・ワールド（SDガンダムワールド）」の試作商品から理解を得ることが出来、1985年に商品化された。
『スケバン刑事』のファンだった横井は「模型情報」誌上や関連雑誌に南野陽子、浅香唯等『スケバン刑事』出演アイドルのイラストを掲載していた。中には「ディフォルメスケバン刑事」では商品化されていない斉藤由貴の姿などが確認されている。後にバンダイから発売された「SD戦国シリーズ（SD戦国武将列伝）」では、当時放映されていた大河ドラマや時代劇作品等のキャストが横井のお遊びでSD化されており、南野陽子は湖衣姫（1988年NHK大河ドラマ『武田信玄』より）、浅香唯は一休（1985年フジテレビ月曜ドラマランド『一休さん』）として商品化されていた。

## 備考
2009年8月に東京ビッグサイトで開催された「GUNDAM BIG EXPO」におけるSDガンダムの歴史クイズ
【GUNDAM BIG EXPO】「SDガンダム」の歴史を振り返る“アカデミー”/ゲーム情報ポータル：ジーパラドットコム
において、「SDガンダムが企画当初はうじ虫ガンダムと呼ばれていた」とされたが、実際には単にデザインを作る際のイメージとして引き合いに出されたというだけにすぎない。書籍「猪俣謙次『ガンダム神話』ダイヤモンド社刊」102頁を以下に引用する。
『横井君に一枚スケッチを(～中略～)自分の中に、ちっちゃなガンダムがごちゃごちゃとしているイメージがあったんですね。それで例えとして、うじ虫のごとく増殖する小さなガンダム、というフレーズで彼に指示したんです。そうやって出来上がった資料を創通エージェンシーに見せたんですが、スケッチの隅に、“うじ虫グワンダム”というメモが残っていた。それを見つけた創通側の担当者はキャラクターをバカにしていると怒ってしまい、話はまとまるどころか別の方向に向いてしまったんです。』(引用終了)
また、横井が学生時代に「うぢ虫ガンダム」を投稿したとされるのは単なる風説である。ちなみに模型情報への投稿歴は、'81-11「グフ」、'82-3「鉄人28号」、'82-4「シャア専用ズゴック、’82-5「MS-06R」、'83-1「レッグ＆アンクル(ザブングル)」、'83-2「ダンバイン」、'83-6「ベガ(幻魔大戦)」、'83-7「MS-GALLOP(ザク+WM)」、'83-12「メカニコング」である('84-3から「MJ劇場」を連載開始)。

## 作品リスト
- イラストデザイン　（順不同） 
  - ディフォルメ･エルガイム
  - ディフォルメ･Ζガンダム
  - ディフォルメ・マクロス
  - ディフォルメヒーローシリーズ
  - SDガンダムワールド
  - SDダンバイン
  - SDエルガイム
  - SDザブングル
  - SDレイズナー
  - SDドラグナー
  - SD北斗の拳
  - SDホラーワールド
  - ディフォルメスケバン刑事
  - 仮面ライダー倶楽部
  - ウルトラマン倶楽部
  - スーパーロボット倶楽部
  - スーパー戦隊倶楽部
  - SDゴジラ
  - 永井豪CBキャラワールド
  - SD戦国武将列伝 - この名称はカードダスでの商品名で、ガシャポンはSD戦国シリーズである。
  - 機動警察パトレイバー（レイアップ）
  - 元祖SDガンダム　
  - 本家SDワールド
- 漫画
  - 『元祖! SDガンダム』月刊コミックボンボンおよびデラックスボンボンに連載。全5巻　絶版　2006年に『ベストセレクション』として一部書き下ろしを含め復刻。　
  - キャラクターデザイン　 
    - 『SD頑駄無 武者○伝』

  - キャラクターデザイン原案
    - 『SD武者ガンダム風雲録』　　
    - 『新武者ガンダム 七人の超将軍』　　
    - 『新武者ガンダム 超機動大将軍』　　
    - 『超武者ガンダム 武神輝羅鋼』　　
    - 『超武者ガンダム 刕覇大将軍』　　
    - 『新武者頑駄無 天星七人衆』　　
    - 『新武者ガンダム ムシャ戦記 光の変幻編』　　
    - 『SDガンダム外伝 騎士ガンダム物語』（横井孝二・桧山智幸）
    - 『SDガンダム外伝 特別版 騎士ガンダム物語』（横井孝二・桧山智幸）
    - 『騎士ガンダム 機甲神伝説』（横井孝二・桧山智幸）
    - 『騎士ガンダム 魔龍ゼロの騎士伝』（横井孝二・桧山智幸）
    - 『騎士ガンダム 黄金神話』（横井孝二・桧山智幸・山田隆弥）
    - 『騎士ガンダム 鎧闘神戦記』（横井孝二・古怒田武史・山田隆弥）
    - 『騎士ガンダム聖伝』（横井孝二・古怒田武史・山田隆弥）

（一部表記方法がSDキャラ原案となっている） 
- キャラクター・ストーリー原案　 
  - 『SDコマンド戦記II ガンダムフォース』
- アニメーション
  - デザインワークス
    - 『BRIGADOONまりんとメラン』（中原れい・シンクポート・横井孝二・宮 豊）

  - SDデザイン 
    - 『SDガンダムフォース』（高倉武史・横井孝二・カトキハジメ）

（）の中は横井以外のスタッフ

## 参考資料
- 『横井孝二のSDガンダムワールド画集　元祖！SDガンダム』（講談社）
- 『SDガンダム超大百科』（ケイブンシャ）：辞書形式になっていて、各ジャンルごとに五十音順でSDガンダムを閲覧できる冊子。現在もシリーズの続いているシリーズのキャラクターは未収録
- 『横井孝二SD画集　画伯が描くスーパーディフォルメワールド』(玄光社)

## 関連事項
- バンダイ
- ガンダム
- SDガンダム
- 元祖! SDガンダム
- 元祖SDガンダム
- SDガンダム BB戦士
- ガシャポン戦士
- カードダス
- にせガンダム
- SDV